# Trou d'homme
 (août 2020).
Si vous disposez d'ouvrages ou d'articles de référence ou si vous connaissez des sites web de qualité traitant du thème abordé ici, merci de compléter l'article en donnant les références utiles à sa vérifiabilité et en les liant à la section « Notes et références ».
 (janvier 2023).
Un trou d'homme (en allemand Mannloch) est un petit passage, généralement fermé par une porte verrouillable pour qu'un(e) technicien(ne) puisse accéder à des parties techniques d'un bâtiment ou d'une grande machine, telle qu'un véhicule. Généralement ovale, ce passage permet l'installation, le remplacement et l'entretien de dispositifs techniques : fils, mécaniques…
On entend par trou d'homme un trou ou une ouverture de traitement dans la construction navale, la construction d'usines et la construction d'équipements industriels ainsi que dans l'exploitation minière qui permet d'entrer dans un conteneur ou un réservoir. Très souvent ce sont des coupes ou sections rondes, ovales ou, plus rarement, rectangulaires d'une largeur libre de 400 à 600 mm de sorte qu'une personne normalement constituée puisse grimper et entrer dans le réservoir sans grande difficulté. Ce n'est que lorsque de gros outils ou pièces doivent être amenés régulièrement dans le trou d'homme qu'il est agrandi.
Le trou d'homme est fermé avec ce qu'on appelle un couvercle de trou d'homme ou une porte de trou d'homme au moyen de vis ou d'une fixation rapide afin qu'il soit étanche à la pression et aux liquides. Des dispositifs pivotants sont parfois utilisés pour ouvrir et déplacer de lourdes plaques d'égout.
Le terme ouverture d'inspection signifie une ouverture pouvant être fermée sur un récipient sous pression. Ces ouvertures sont souvent construites sous forme de brides aveugles de tout diamètre. Les ouvertures d'inspection ainsi réalisées peuvent facilement être escaladées par une seule personne si des travaux de réparation doivent être effectués à l'intérieur de l'enceinte sous pression. Pour les diamètres nominaux à partir de DN 500, il peut être nécessaire de retirer le couvercle de plusieurs centaines de kilogrammes du réservoir sous pression avec son propre dispositif de levage.
En outre, les couvercles elliptiques avec des dimensions allant jusqu'à 350 mm × 450 mm sont communs, qui sont insérés à travers l'ouverture et maintenus par la pression régnant à l'intérieur. Dans le cas où le récipient est dépressurisé, le couvercle est empêché de tomber vers l'intérieur par une ou deux vis avec des clips en acier.
De petites ouvertures d'inspection sont utilisées sur les petits récipients sous pression (ou si l'entrée à l'intérieur n'est pas nécessaire ou n'est pas possible en raison des composants intégrés), qui sont alors appelés trous de tête ou trous à main de tailles décroissantes. Ceux-ci peuvent être utilisés pour effectuer une inspection visuelle et pour nettoyer l'intérieur à l'aide d'outils appropriés.